# Renhuai
Renhuai, tidigare romaniserat Jenhwai, är en stad på häradsnivå som lyder under Zunyis stad på prefekturnivå i Guizhou-provinsen, Folkrepubliken Kina.
I staden finns orten Maotai som är känd för en spritsort med samma namn, Maotai.

## Kända invånare
- Han Nianlong (1910-2000), diplomat och politiker.